# Aulacizes quadripunctata
Aulacizes quadripunctata är en insektsart som först beskrevs av Ernst Friedrich Germar 1821.  Aulacizes quadripunctata ingår i släktet Aulacizes och familjen dvärgstritar. Inga underarter finns listade i Catalogue of Life.